# Samuel Goldwyn Theater
Samuel Goldwyn Theater é um teatro fundado ao pioneiro cinematográfico Samuel Goldwyn. No estilo de uma sala de cinema, está localizado no 8949 Wilshire Boulevard, Beverly Hills, Califórnia, na sede da Academia de Artes e Ciências Cinematográficas (AMPAS), que o utiliza todo mês de janeiro para anunciar os indicados ao Oscar.